# Збірна Південного В'єтнаму з футболу
Збірна Південного В'єтнаму з футболу (в'єт. Đội tuyển bóng đá quốc gia Việt Nam Cộng hòa) — національна футбольна збірна, що існувала протягом 1949—1975 років і представляла Південний В'єтнам на міжнародних футбольних змаганнях. Вона ніколи не потрапляла на Чемпіонат світу з футболу. Була учасницею двох перших розіграшів Кубка Азії — 1956 і 1960 років, посівши в обох випадках четверте місце.
Припинила своє існування після об'єднання В'єтнаму 1976 року. Оскільки збірна Північного В'єтнаму, яка існувала паралельно, не була членом ФІФА і проводила по суті лише неофіційні матчі, то після створення збірної об'єднаного В'єтнаму до її статистики заведено зараховувати матчі збірної Південного В'єтнаму.

## Історія
До історії збірної Південного В'єтнаму заведено відносити два матчі на початку 1949 року, які провела футбольна команда, що представляла по суті Кохінхіну як частину Французького Індокитаю. Наступні ігри команди відбулися через понад п'ять років, у травні 1954 року, в рамках тогорічних Азійських ігор, коли вона представляла Державу В'єтнам, державне утворення у складі Французького Союзу. На момент поділу В'єтнаму і утворення безпосередньо Південного В'єтнаму 1955 року його федерація футболу за правонаступництвом вже була членом ФІФА (з 1952 року), а також одним зі співзасновників АФК у 1954 році.
1956 року збірна стала переможцем Центральної зони в рамках кваліфікаційного турніру за право участі у першому розіграші Кубка Азії. Безпосередньо у фінальному турнірі, що проходив у Гонконгу, в'єтнамці програли дві з трьох ігор і здобули нічию у грі з господарями турніру, посівши у результаті останнє, четверте, місце на континентальній першості.
Через чотири роки історія повторилася — Південний В'єтнам виявився найсильнішим з усіх команд Центральної зони відбору на тогорічний розіграш Кубка Азії, утім безпосередньо у фінальній частині турніру виявився найслабшим з усіх чотирьох команд-учасниць.
Надалі пробитися до фінальних частин континентальної футбольної першості команді не вдавалося.
За період існування футбольної збірної Південного В'єтнаму відбулося сім чемпіонатів світу, проте команда спробувала пройти відбір лише на останній з них, чемпіонат світу 1974 року. Відбірковий турнір розпочала з мінімальної перемоги 1:0 над командою Таїланду у класифікаційних матчах. Проте в наступному раунді обидві гри у групі були програні і боротьбу за вихід на «мундіаль» завершено.
А за два роки, у березні 1975 року, збірна Південного В'єтнаму провела останні у своїй історії матчі, після чого футбол на рівні збірних зник з теренів В'єтнаму до створення національної футбольної команди об'єднаного В'єтнаму у 1991 році.

## Виступи на міжнародних турнірах

### Чемпіонат світу
- 1950 — не брала участі
- 1954 — не брала участі
- 1958 — не брала участі
- 1962 — не брала участі
- 1966 — не брала участі
- 1970 — не брала участі
- 1974 — не пройшла кваліфікацію

### Кубок Азії
- 1956 — четверте місце
- 1960 — четверте місце
- 1964 — не пройшла кваліфікацію
- 1968 — не пройшла кваліфікацію
- 1972 — знялася

## Досягнення
- Переможець Ігор Південно-Східної Азії (1959)